# Football Club de Lyon
Vous lisez un « bon article » labellisé en 2013.
Pour les articles homonymes, voir FCL.
Le Football Club de Lyon, ou le Football Club Régates Lyonnaises entre 1899 et 1901, communément appelé le FC Lyon ou le FCL, est un club omnisports français fondé en 1893 par des élèves du lycée Ampère de Lyon. Ses couleurs sont traditionnellement le rouge et blanc. Il fut le principal club sportif de l'agglomération au moins jusqu'à la Seconde Guerre mondiale. Avant celle-ci, il obtient ses principaux résultats avec son équipe de rugby à XV, championne de France en 1910 et avec son équipe masculine de football qui atteint la finale de la Coupe de France 1918.
Après-guerre, son équipe féminine de basket-ball remporte une Coupe de France, son équipe masculine de hockey sur gazon remporte dix championnats de France consécutivement et son équipe féminine de football est quatre fois championne de France. L'histoire du FCL est enfin indissociable de la figure du « mousquetaire » Henri Cochet qui fut l'un des piliers du club et en particulier de sa section tennis.

## Histoire

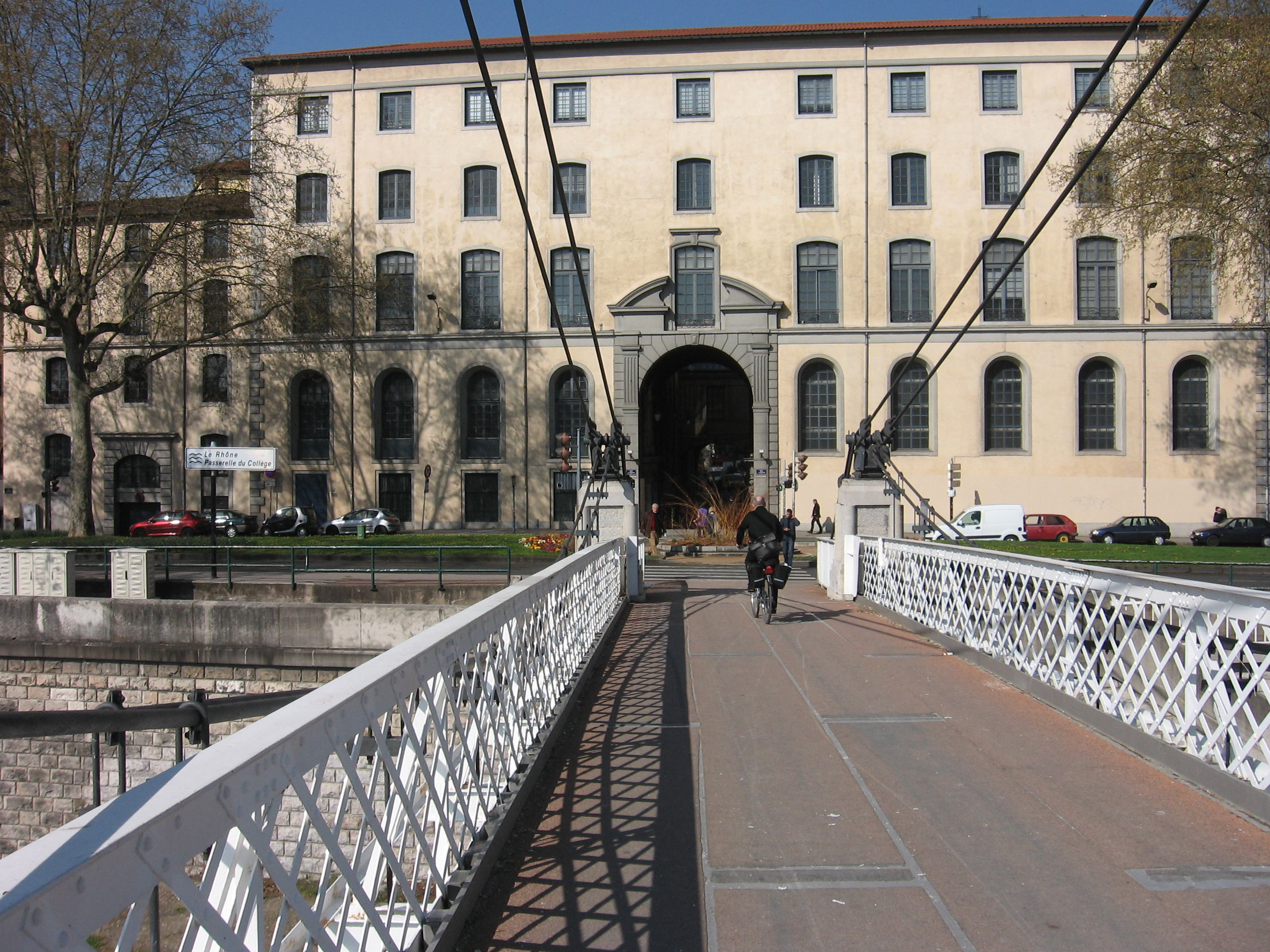
Vue du lycée Ampère en 2009.

Le lycée Ampère crée son association sportive, l'Union Sportive du Lycée Ampère, en 1892. Une épreuve nommée « lendit » est également créée et se déroule annuellement, au mois de mai, au Parc de la Tête d'Or. Elle consiste essentiellement en des épreuves d'athlétisme. C'est à la fin de l'édition 1893 du « lendit » que huit élèves du lycée décident de créer un club sportif non-affilié au lycée : il s'agit d'Auguste Audibert, Philippe Bertaud, Léo Carrière, Jules Chouvy, Victor Darniat, Fournier, L. Pierroux et Charles Pinet. À l'origine et dans l'esprit des créateurs, le terme « football » réunit indifféremment le « football-association » et le « football-rugby ».

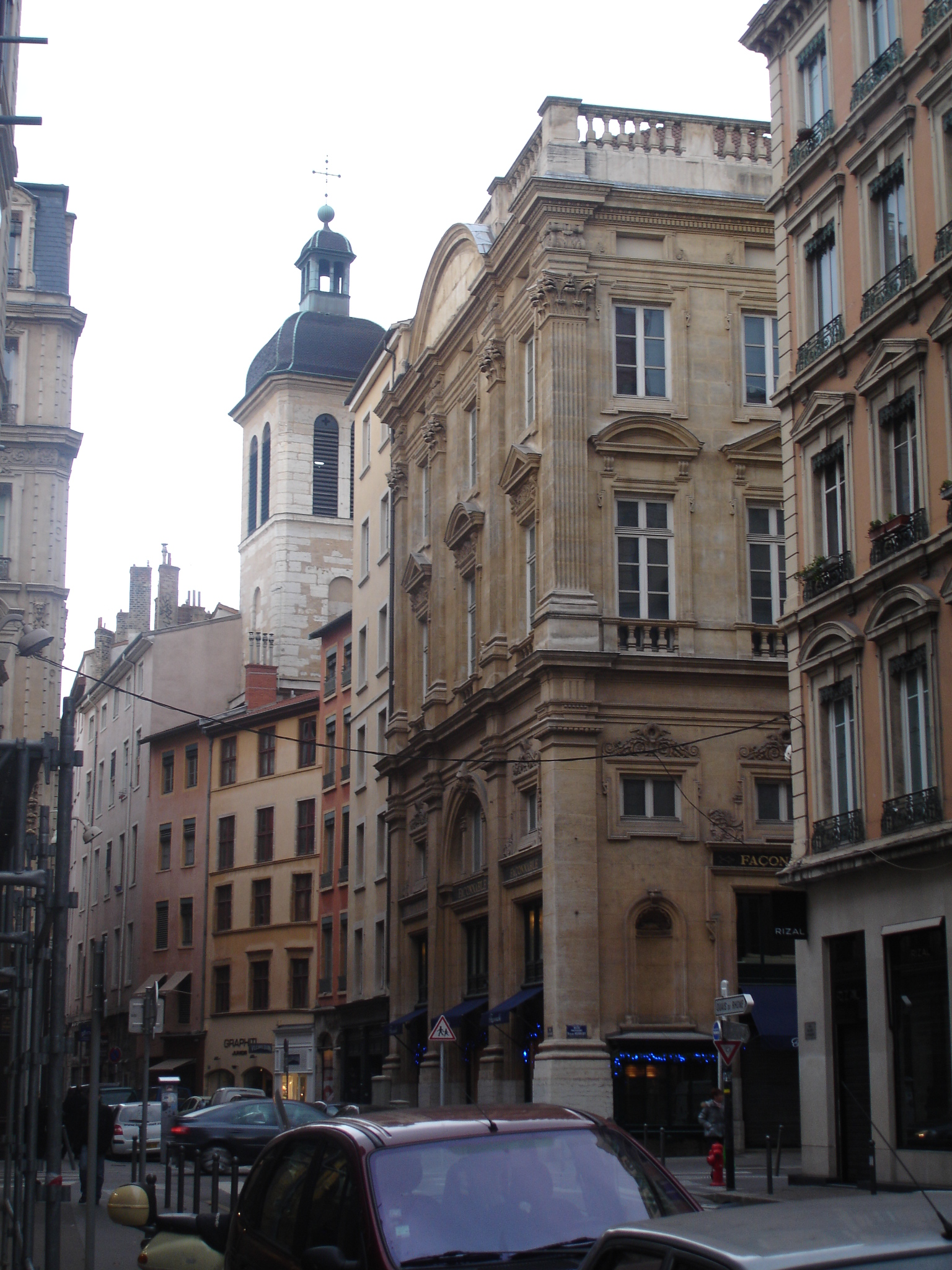
Vue de la rue du Bât-d'Argent, en novembre 2009.

Des activités s'organisent rapidement, et une douzaine de sportifs commence à pratiquer l'athlétisme et le football à Vassieux, un quartier de Caluire-et-Cuire. En raison de sa position excentrée, Vassieux est rapidement abandonné au profit du Parc de la Tête d'Or. Le 17 novembre 1893, les statuts du club sont déposés et le premier bureau est composé de Victor Darniat (premier président), Auguste Audibert (vice-président) et Jules Chouvy (trésorier). La première opposition sportive (connue) du club est le match de football qui l'oppose au Club pédestre de Lyon, le 25 mars 1894. Toutefois, les deux seules sections créées dès 1893 sont la section athlétisme et la section rugby à XV, et la section football n'est fondée qu'en 1896. Le FC Lyon doit de nouveau changer de lieu d'exercice en 1894, car le Parc de la Tête d'Or accueille une exposition universelle, internationale et coloniale cette année-là. Le club s'établit alors quartier Saint-Clair, à proximité de la gare.

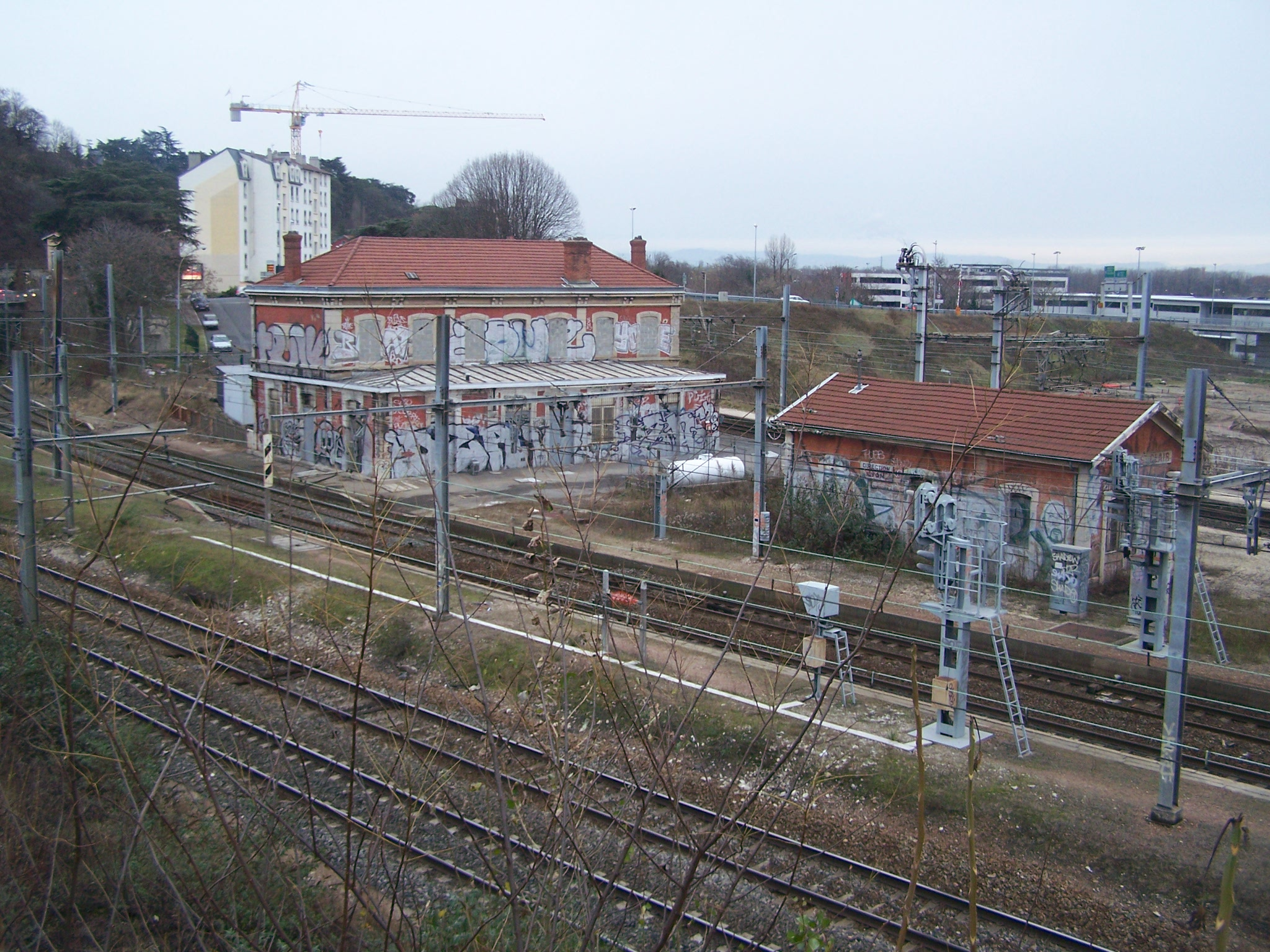
Environs de la gare Saint-Clair en 2007, où le FCL s'entraîna quelque temps en 1894.

Dès le 25 novembre 1894, un second bureau est élu : Victor Romac à la présidence, Jean Burnichon à la vice-présidence, Victor Darniat devient secrétaire et Jules Chouvy est trésorier. Le 2 décembre, la section rugby à XV joue son premier match officiel face aux élèves du lycée Ampère, dans le cadre du championnat du Sud-Est,. À la fin de l'année, le club omnisports compte quarante-quatre adhérents. Jean Burnichon devient le président du club en 1895. C'est à son initiative que la structure sportive du lycée Ampère et le FC Lyon adhèrent par la suite à l'Union des sociétés françaises de sports athlétiques et sont conjointement à l'origine de la création du comité régional de cette organisation. Sous l'égide de l'USFSA, le FC Lyon est le principal organisateur du premier championnat régional de vélocypédie. Le premier exemplaire du Bulletin mensuel du Football-Club de Lyon paraît le 1er juillet 1896. Ce bulletin disparaît en 1898, lorsque Jean Burnichon fonde un journal sportif régional, Lyon-Sport, qui traite toute l'actualité sportive régionale, dont celle du FCL en particulier. Le club se développe (il compte 99 membres actifs en 1899, année qui voit le renouvellement du mandat du président Burnichon) et absorbe le club d'aviron des Régates Lyonnaises pour devenir temporairement le FCRL (Football Club Régates Lyonnaises).

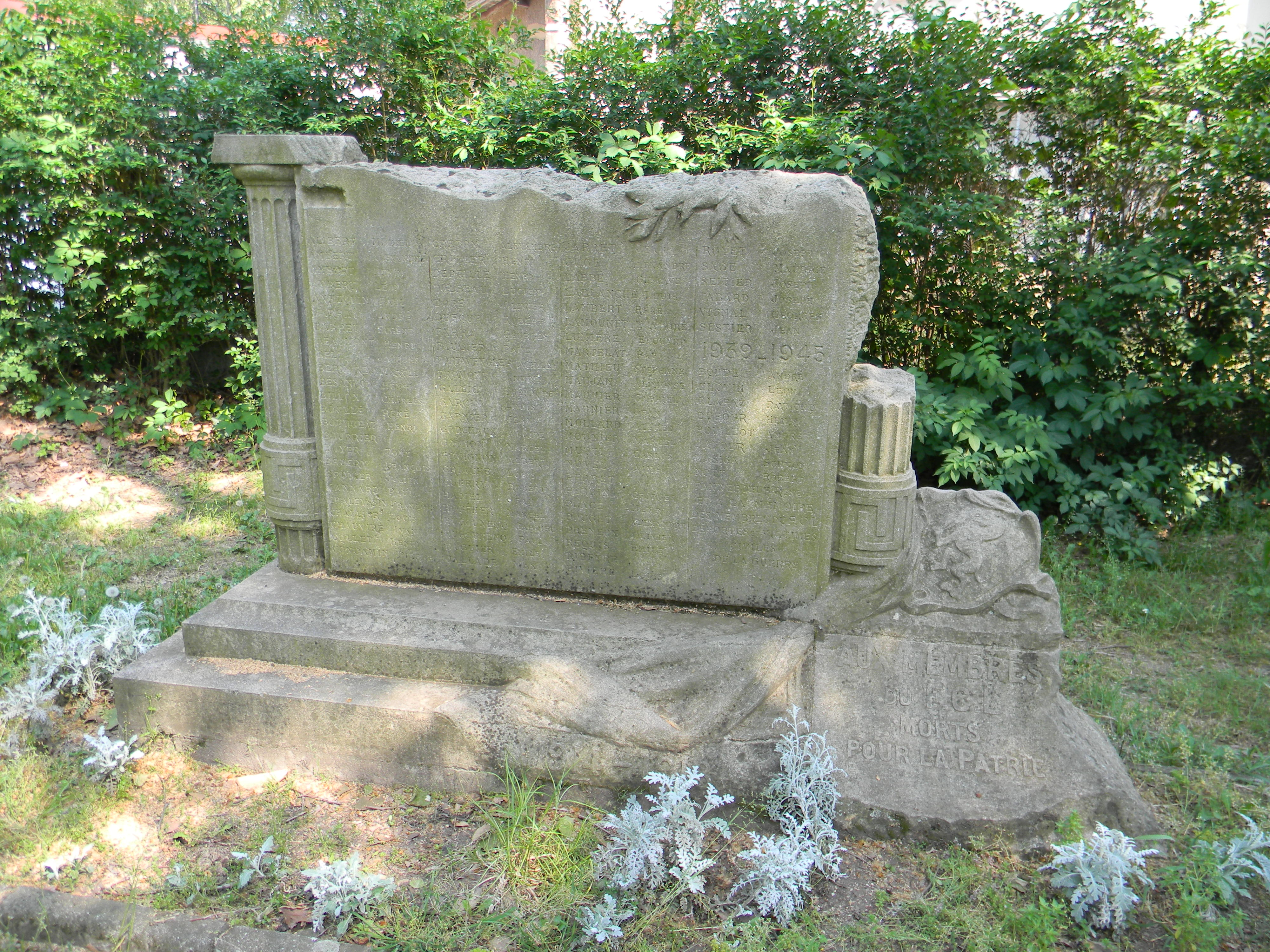
Monument aux morts en mémoire des sociétaires morts au cours des deux guerres mondiales. Le monument était initialement érigé au « Tir aux Pigeons » puis fut déplacé au stade Henri-Cochet à Caluire-et-Cuire. C'est une œuvre du sculpteur Robert Benoist.

Au début du XXe siècle, le siège du club déménage du Café de la Gaule, au 19 rue du Puits-Gaillot, vers le 12 de la rue du Bât-d'Argent. Côté infrastructures, le club s'installe au lieu-dit du « Tir aux Pigeons », entre le Rhône et la digue de Grand-Camp, à proximité du futur campus de la Doua à Villeurbanne. Le 2 mai 1901, le partenariat avec les Régates Lyonnaises s'achève et le FCRL redevient le FCL, l'intermède n'ayant duré que deux années. Le président Burnichon abandonne subitement la présidence du club le 18 juillet pour rejoindre la direction du Racing Club de Lyon, qui vient d'être renommé en Lyon olympique universitaire. Après la création des sections patinage et hockey sur glace, le club gère la patinoire du Palais de glace, qui laisse place en 1909 au musée Guimet. Le premier gala de patinage artistique y est organisé le 16 mars 1901. En 1905, après avoir changé plusieurs fois de terrains d'entraînement, le FCL s'établit à Croix-Luizet. Le 2 mai 1907, le FCL signe le bail de son nouveau stade : le stade de la Plaine, situé 306 route d'Heyrieux dans le quartier Monplaisir La Plaine,. Outre, l'obtention d'un nouveau stade, l'année 1907 voit la création de la section hockey sur gazon.
En 1914, le club compte 600 licenciés, dont une partie est mobilisée dès le mois d'août. La Première Guerre mondiale met entre parenthèses les activités du club, qui perdure néanmoins, notamment grâce à des lycéens du lycée Ampère ; par exemple, l'équipe de rugby à XV rencontre régulièrement le petit club local du CST (Club sportif des Terreaux). Néanmoins, certaines activités sont interrompues : ainsi, le tennis ne reprend qu'en 1917. Dès l'après-guerre, le FCL reprend ses quartiers dans ses deux lieux d'exercice privilégiés : le « Tir aux Pigeons » et la « route d'Heyrieux ». Au printemps 1929, le club établit un partenariat avec le Lyon-Nautique-Club, ce qui lui permet de développer ses sections natation et water-polo. Le club dépasse les 2 000 licenciés la même année. L'athlète Alexis Soulignac relance un journal du club qu'il baptise Rouge et blanc. Dans ce mensuel, il signe sous le pseudonyme Gnac. En 1930, une équipe féminine de basket-ball voit le jour.
| \| Stade Henri-Cochet \| Stade Henri-Cochet · (sur la carte de Caluire-et-Cuire). |
| Stade Henri-Cochet                                                                |

La décision d'abandonner l'aire sportive du « Tir aux Pigeons » est prise au début des années 1930,. En effet, les crues régulières du Rhône et la présence de moustiques durant l'été font du lieu un endroit peu propice à la pratique sportive. Parmi les différents lieux de l'agglomération susceptibles d'accueillir les nouvelles installations se distingue un terrain situé au nord de La Croix-Rousse, à proximité du fort de Caluire. C'est ce lieu qui est finalement choisi pour accueillir les installations qui seront réunies sous la dénomination de « Stade Henri-Cochet ». Au printemps 1934, le « Tir aux Pigeons » est définitivement abandonné et le stade Henri-Cochet est inauguré en présence du maire de Lyon Édouard Herriot. Le premier championnat du monde professionnel de tennis (Lyon Pro Championships) y est organisé du 14 au 16 septembre 1934. Le tournoi est remporté par Bill Tilden, qui bat le Lyonnais Henri Cochet en finale. Le 11 novembre 1934, une cérémonie se déroule au stade Henri-Cochet devant le monument aux morts conçu en 1921 par Robert Benoist et qui vient tout juste d'être déplacé depuis le « Tir aux Pigeons ».
Lorsque la Seconde Guerre mondiale survient, les activités du club sont pour le moins réduites. Elles se résument essentiellement à la participation de ses meilleurs athlètes, comme Paul Messner ou comme Janine Trolliet (sur 150 mètres), à quelques meetings. En 1945, quand il s'agit de « relancer » les activités du club, l'état des finances ne permet pas de conserver toutes les sections sportives. Des discussions en interne aboutissent à la dissolution de la section de rugby à XV, ainsi qu'à la création d'une section de rugby à XIII nommée « Football Club de Lyon XIII ». Après la Seconde Guerre mondiale, l'équipe de football tombe dans un relatif anonymat, la notoriété du club étant essentiellement assurée par ses équipes de hockey sur gazon, celle de basket-ball féminin et par la grande vitalité de la section tennis, hôte par exemple d'un tour de Coupe Davis en 1957.

### Historique du logo

Ancien logo.
Logo actuel.

## Principales sections sportives

### Athlétisme

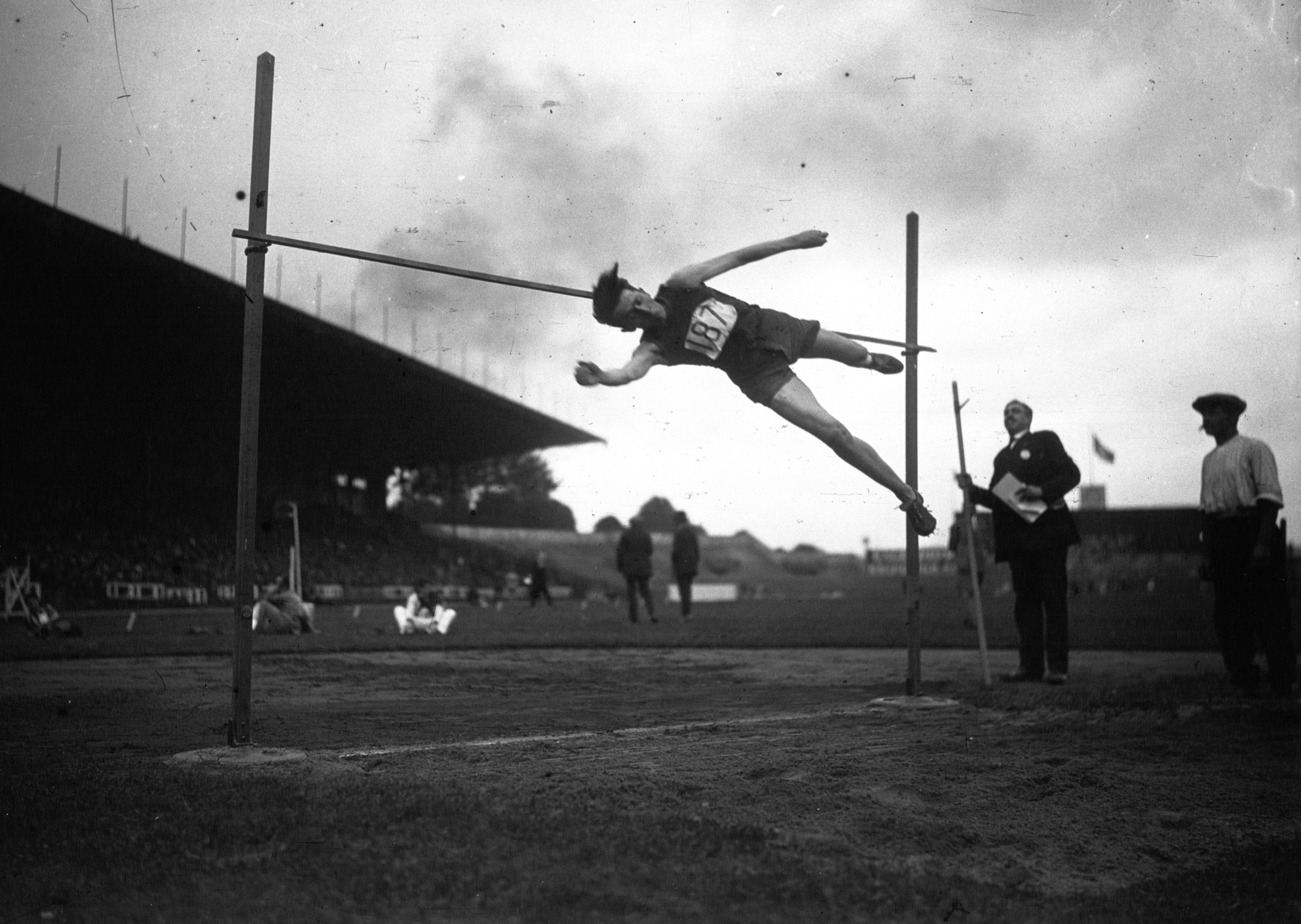
Ménard en action, au championnat de France 1926.

L'athlétisme est l'une des deux premières sections à avoir été créées en 1893. L'histoire de club est agrémentée de plusieurs titres de champion de France : de Georges Vuillermet (au disque en 1897 puis au saut à la perche en 1899), en passant par Jean Barioz (10 000 mètres et 4 000 mètres steeple, en 1907), Alexis Soulignac (100 mètres en 1914 et 1918), Charles Robert (marathon en 1921), Claude Ménard (saut en hauteur en 1926, 1927, 1929 et 1930), Pierre Guttin (400 mètres haies en 1934), Étienne Bally (sur 100 mètres et 200 mètres, entre 1946 et 1950), jusqu'à Paul Messner en cross-country en 1946 et 1947. 
Le grand champion du club reste Étienne Bally qui fut plusieurs fois champion de France, recordman de France du 100 et 200 mètres, mais surtout champion d'Europe du 100 mètres en 1950.
En 1907, Jean Barioz bat le record de France de 4 000 mètres steeple en 14 min 49 s lors de l'épreuve (qu'il remporte) aux championnats de France. Lors de ces mêmes championnats, il devient également champion de France du 10 000 mètres en 35 min. le club obtient un certain nombre de résultats d'envergure : Alexis Soulignac est champion de France du 100 mètres en 1918 ; Charles Robert devient, lui, champion de France du marathon le 9 juillet 1921, en 3 h 0 min 48 s ; Claude Ménard remporte quatre titres de champion de France en cinq ans, en saut en hauteur (entre 1926 et 1930). Il remporte également une médaille de bronze aux Jeux olympiques d'été de 1928. Le 30 juin 1918, Alexis Soulignac représente le club au critérium de France d'athlétisme : il remporte le 100 mètres et se classe second au saut en hauteur. Fin 1934, Pierre Guttin devient champion de France du 400 mètres haies. La fin des années 1940 voit également l'obtention de bons résultats par les athlètes du club, notamment Étienne Bally et Paul Messner.

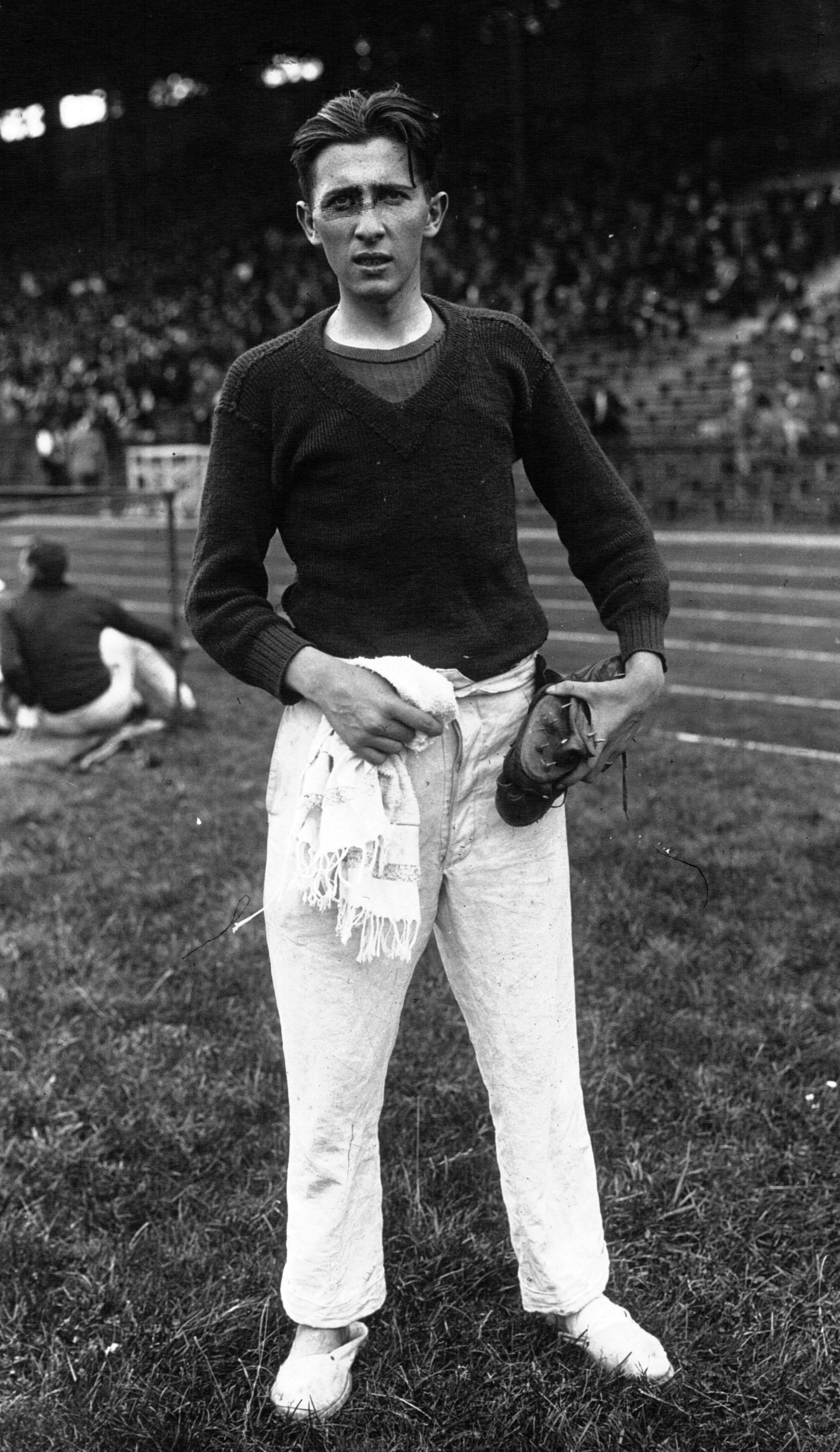
Claude Ménard aux championnats de France 1926.
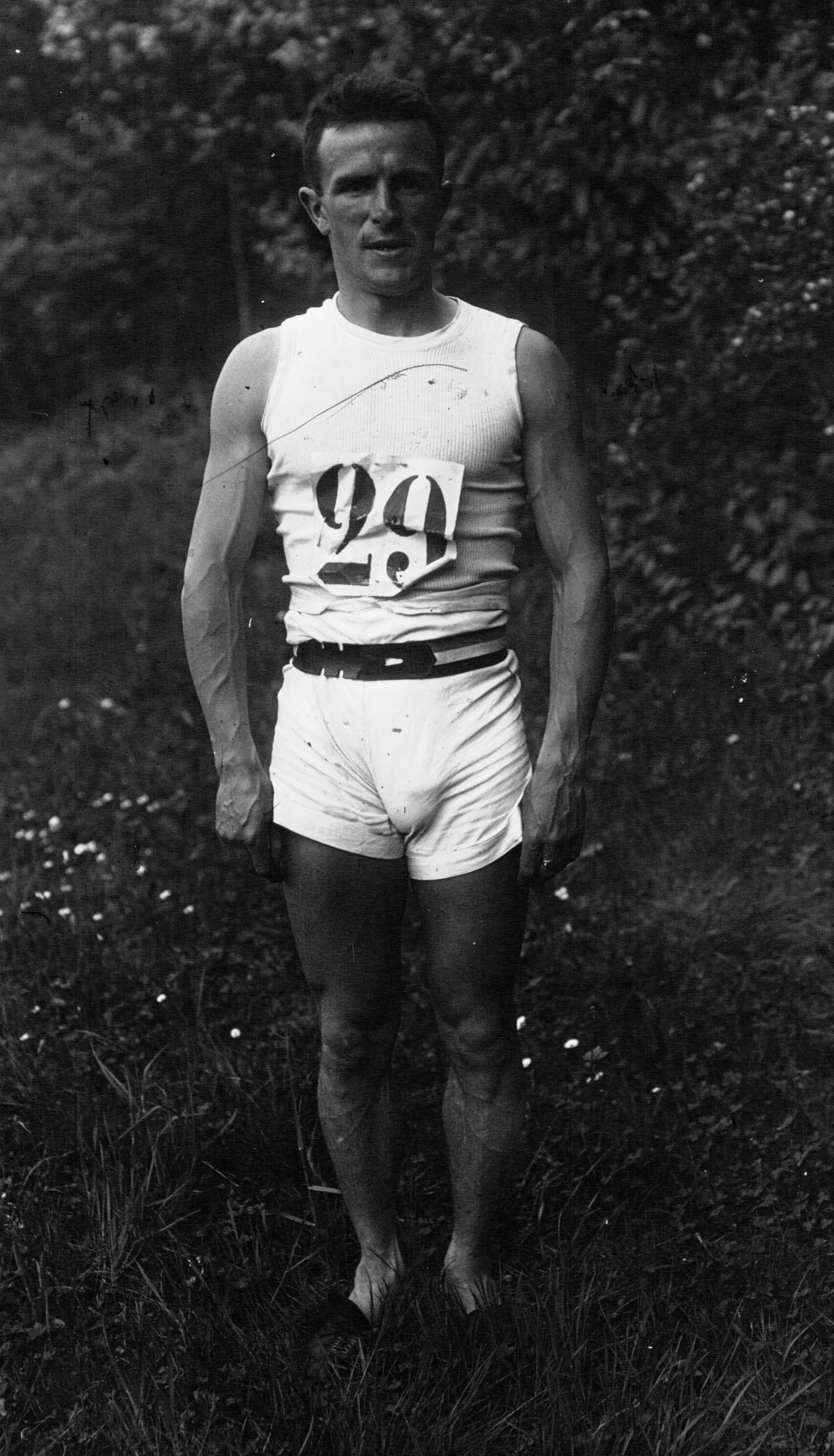
Le sprinter Alexis Soulignac en 1919.
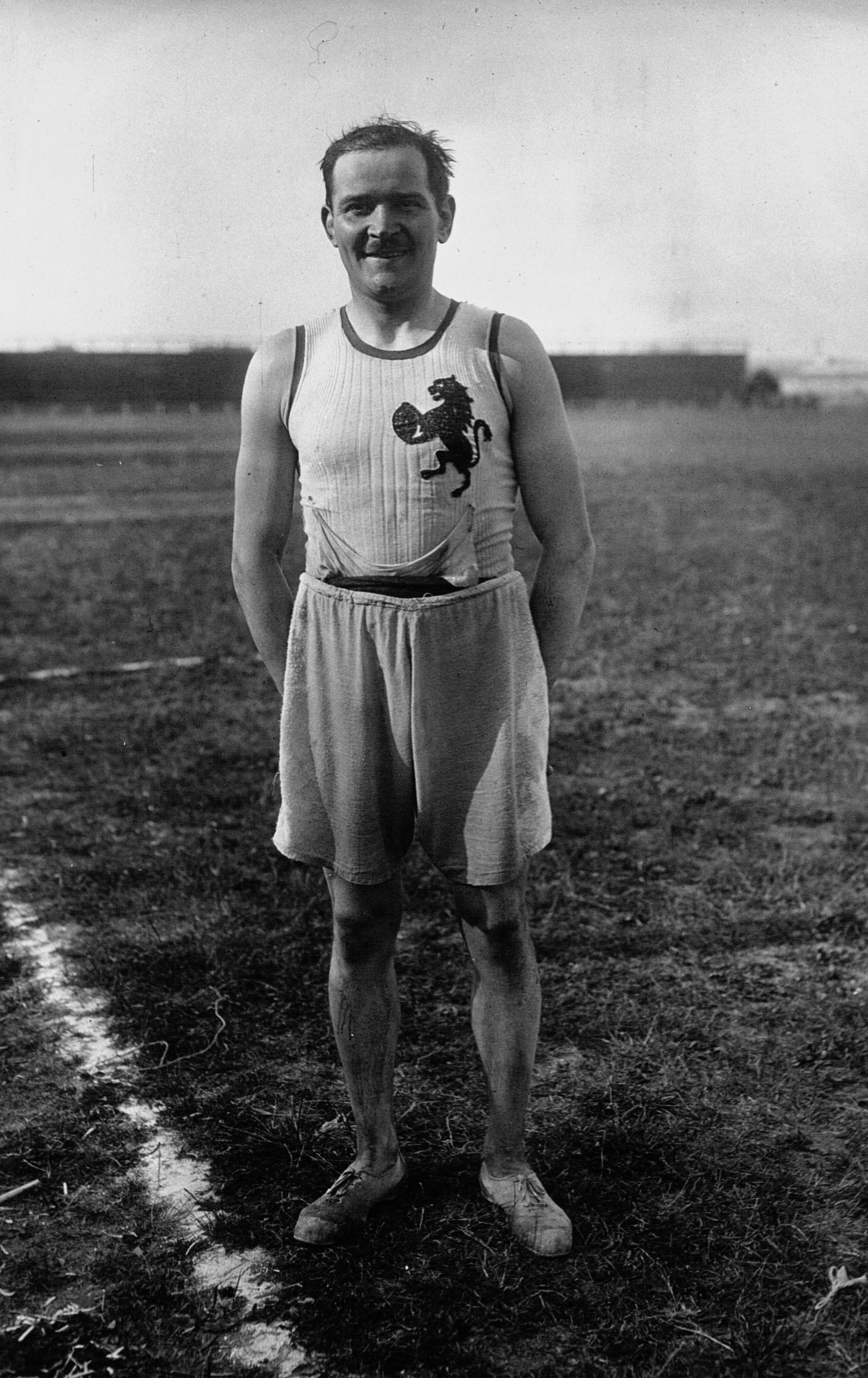
Charles Robert en 1921 lors de sa victoire sur le marathon des championnats de France.

### Basket-ball
La section basket-ball fut essentiellement féminine. Toutefois, une équipe masculine est parvenue à se hisser en première division à l'issue de la saison 1951 (l'équipe y reste une seule saison) puis à l'issue de la saison 1956. En 1957, le club décide, pour raisons budgétaires, la dissolution de l'équipe masculine. En 1960, l'équipe féminine de basket-ball parvient à remporter la Coupe de France, en battant le PUC en finale. La section féminine a également obtenu de bons résultats en cadette et en juniors. Ainsi elle a été championne de France cadette en 1971, 1972, 1973, 1975 et 1977, et championne de France junior en 1973 et 1975.
À noter que plusieurs joueuses du FC Lyon ont été internationales au cours de leurs carrières respectives. La section féminine a fusionné avec l'Amicale Laïque Gerland Mouche pour former l'Union Lyon Basket Féminin, en 2000.

### Football

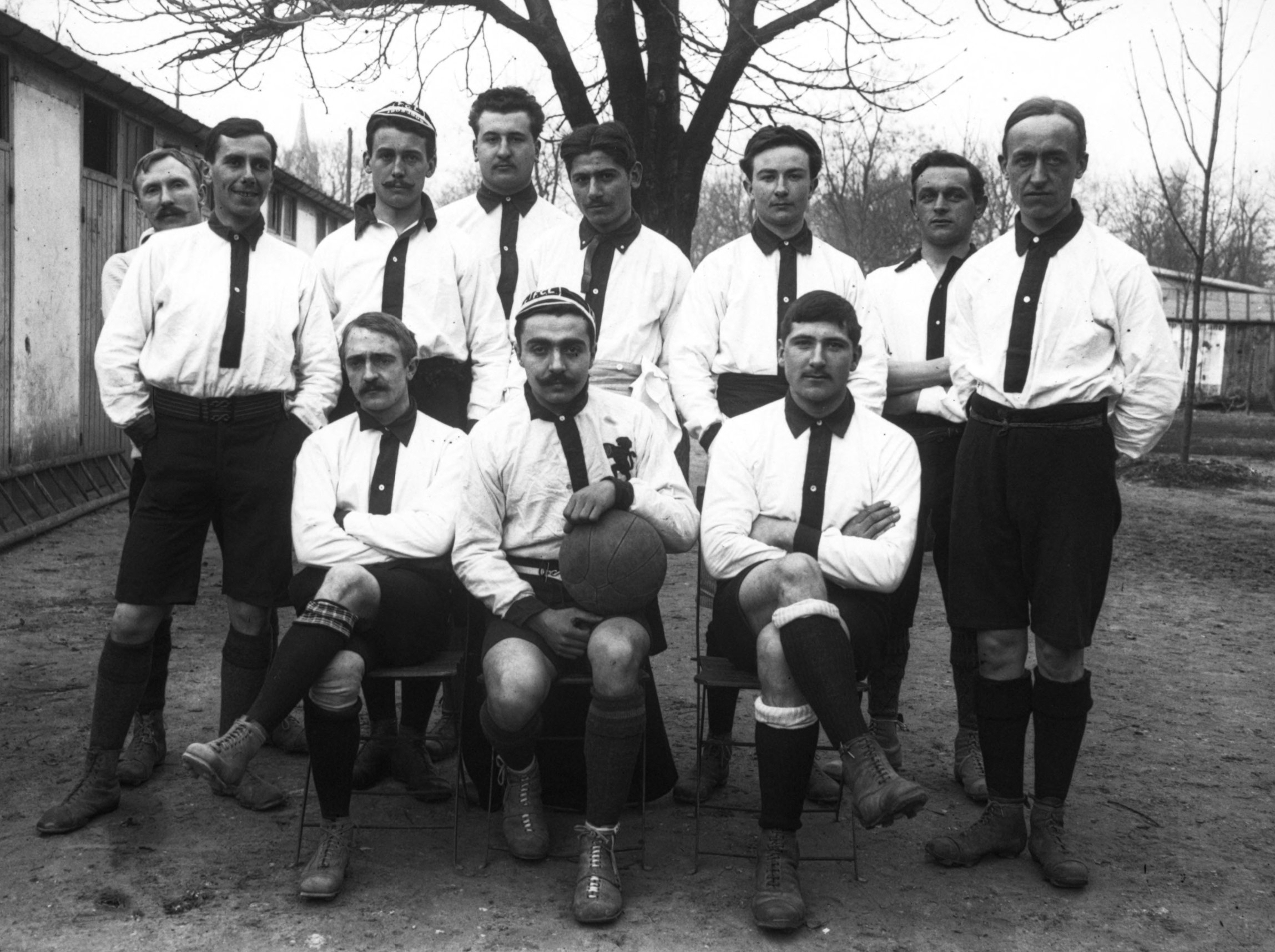
Équipe du FC Lyon, en 1906.

La section football du FC Lyon voit le jour en 1896. Ses joueurs arborent un maillot à damiers rouges et blancs. Le FC Lyon est l'un des quarante-huit clubs à prendre part à la première édition de la Coupe de France (saison 1917-1918). Écartant successivement l'AS lyonnaise (en trois matchs), l'Olympique de Marseille, le Stade rennais puis les Parisiens de l'AS française, les Damiers seront battus en finale par l'Olympique de Pantin. Son capitaine est alors l'international Roger Ébrard.

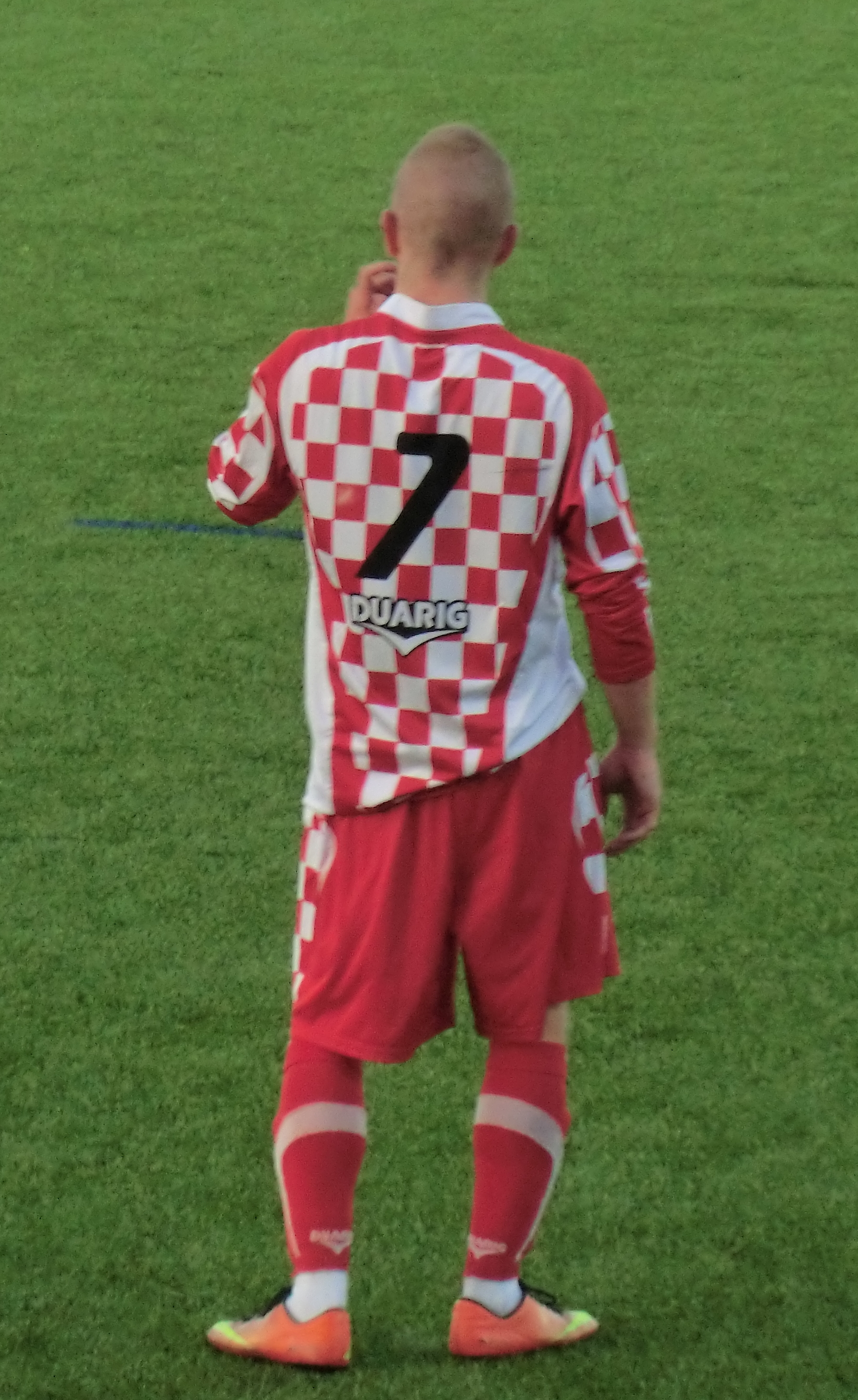
Joueur de l'équipe une (PHR) en août 2013 lors d'un match amical contre Ain Sud Foot (DH).

En 1905, la section football du club obtient ses premiers résultats en remportant le premier championnat Sud-Est de football. Le FC Lyon rejoint les rangs professionnels en 1933 en s'alliant avec l'AS Villeurbanne et se maintient deux saisons en Division 2. À l'issue de la saison 1934-1935, le FC Lyon rejoint à nouveau le championnat amateur. Les équipes du club évoluent au stade Roger-Ébrard, au stade du Clos Layat, au stade Dumont et parfois au stade Vuillermet. En 2018, l'équipe première évolue en Régional 2, soit au septième niveau du football français. Le club remporte la Coupe du Rhône face à la réserve de MDA (R1) le dimanche 9 juin 2019 sur le score de 3-0 et le capitaine Aurélien Brugniaud soulève la coupe.
En 2019, l'équipe U17 du FC Lyon évoluant en U17 National, remporte le championnat et termine devant 6 structures professionnelles. Le FCL fait partie des premiers clubs amateurs à accéder aux phases finales avec le Montrouge FC la même saison. Lors de la saison 2019/2020, l'équipe sénior évolue toujours en Régional 2 avec l'ambition d'accéder au niveau Régional 1 dans les 2 saisons prochaines.
Le club compte actuellement plus de 1000 licenciés, ce qui fait de lui le plus gros club de la région Rhône-Alpes et le 5ème au niveau national.
Du côté du football féminin, la section fut championne de France en 1991, 1993, 1995 et 1998. Cette section fondée en 1970 passe sous la bannière de l'Olympique lyonnais durant l'été 2004. Depuis 2009, une équipe féminine évolue à nouveau au sein du FC Lyon.

### Handball
L'équipe féminine de handball à onze est sacrée championne de France en 1942 (zone Sud).

### Hockey sur gazon
La section hockey sur gazon est créée en 1907. 
La fin des années 1960 et les années 1970 voient l'ultra-domination de la section hockey sur gazon sur les championnats nationaux. En effet, l'équipe masculine remporte dix titres consécutifs entre 1968 et 1977, ainsi que la Coupe de France en 1977. Elle a compté dans ses rangs des internationaux français comme Georges Corbel, Bernard Arlin, Georges Grain, Charles Pous, Christian Honegger, Pierre Roussel ou encore Jean-Paul Sauthier qui ont tous participé aux Jeux olympiques d'été de 1968 ou à ceux de 1972. En 2013, l'équipe évolue toujours en Nationale 1 : elle se hisse en demi-finales du championnat de France et est éliminée par Lille. La finale, disputée au stade Georges-Corbel de Caluire-et-Cuire, est remportée par Saint-Germain-en-Laye par 2 à 1.
En 1910, une société de natation féminine nommée « L'Ondine lyonnaise » (fondée en 1906) participe à la création de la première équipe féminine de hockey sur gazon du club. L'équipe féminine de hockey sur gazon, emmenée par Pépée Humbert, remporte le championnats de France en 1949, 1951, 1952 et 1954. Une équipe masculine de rink hockey obtient également de bons résultats en remportant le championnat de France en 1938, 1939 et 1942.

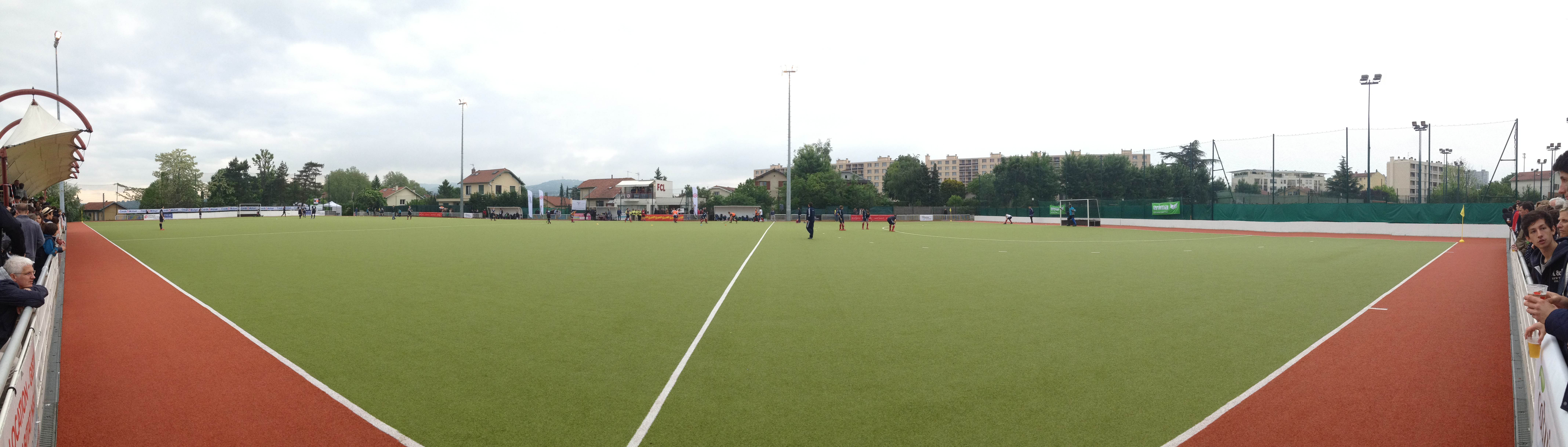
Panoramique du stade Georges-Corbel pendant l'échauffement de la finale 2013.

### Rugby à XV

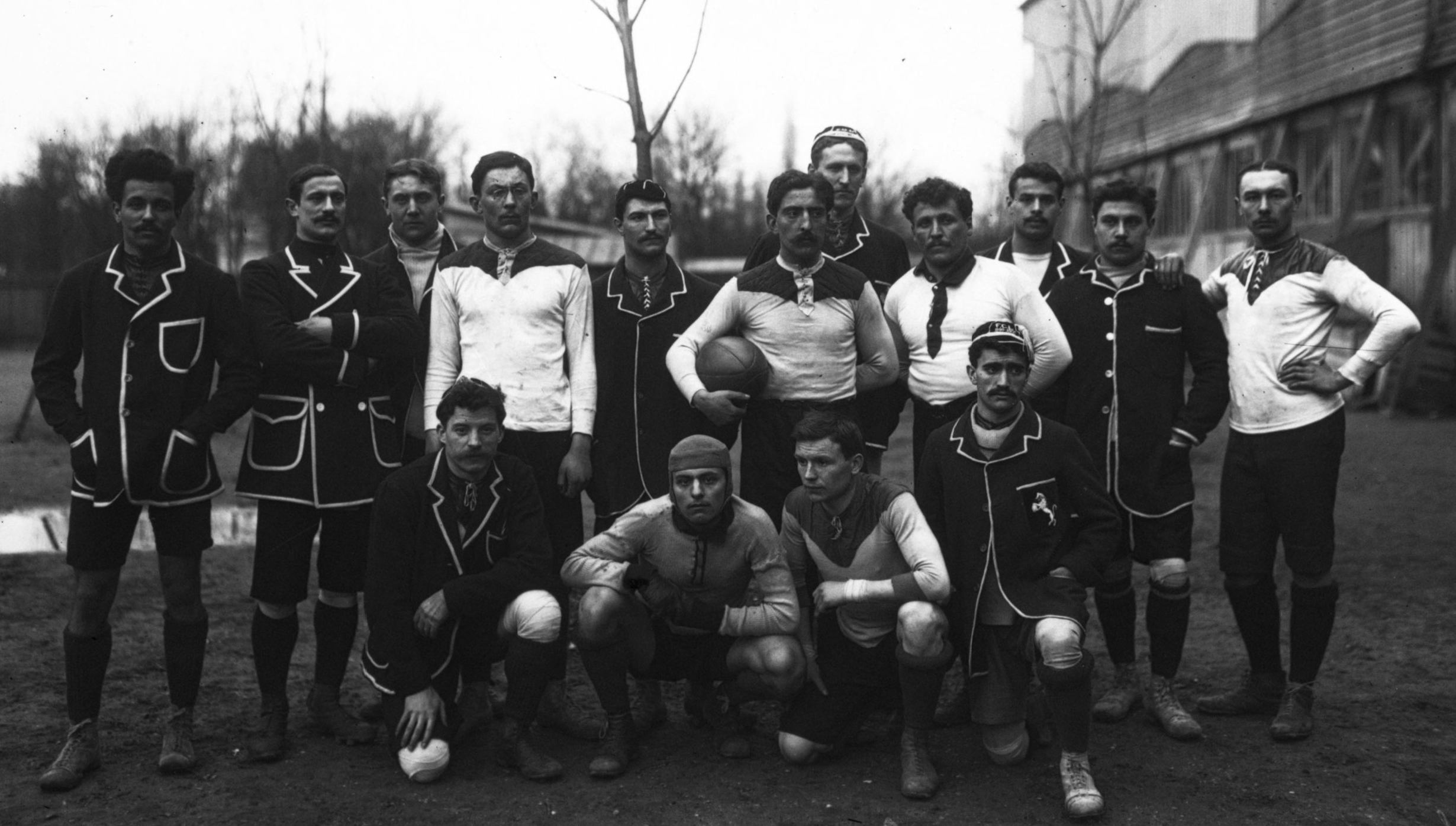
Équipe de rugby à XV du FC Lyon, en 1907.

La section rugby à XV du FC Lyon a été créée dès 1893 et a disparu en 1945. Elle a remporté plusieurs championnats du Sud-Est (dont la première édition en 1895) et du Lyonnais. Elle a surtout atteint sept fois les demi-finales du championnat de France de rugby à XV et l'a remporté une fois, en 1910. Elle a également remporté le Championnat de France de 2e division en 1936.
Le 9 avril 1895, la section rugby à XV remporte le premier championnat du Sud-Est. En 1910, elle remporte le championnat de France, après avoir battu successivement Compiègne (11 à 6), le RCF (9 à 0) puis le Stade bordelais en finale (13 à 8). En 1911, le capitaine victorieux du championnat 1910, Joseph Bavozet, est sélectionné en équipe de France pour affronter l'Écosse. Le 2 décembre 1930, le FCL Rugby à XV est partie prenante de la rédaction de la lettre dite « des douze » adressée au Président de la FFR. Le club choisit devant le manque de prise en compte de cette missive par les instances, de quitter la fédération pour l'Union française de rugby amateur (UFRA). Le FCL Rugby à XV participe alors au championnat organisé par l'UFRA et se classe septième de la première édition organisée en 1931. Cette même année, Maurice Porra est contraint de démissionner du club pour préserver ses chances d'être sélectionné en équipe nationale (toujours placée sous l'égide de la FFR).

### Rugby à XIII

Logo du club de rugby à XIII du FC Lyon.

En 1945, est décidé la création d'une section de rugby à XIII nommée « Football Club de Lyon XIII », à la suite de la dissolution de la section de rugby à XV. La section ne perdure pas et il faut attendre le 10 octobre 2010, pour assister à la renaissance d'une section rugby à XIII. À ses débuts, elle bénéficie d'un certain engouement populaire grâce notamment à la présence du rugby à XIII à Lyon depuis au moins 1934 et la création du Lyon-Villeurbanne Rhône XIII,.  En 2013, l'équipe première évolue en Nationale 1 ; l'équipe joue habituellement sur un terrain situé sur le campus de la Doua à Villeurbanne.

### Sports d'eau

#### Natation
Une section natation est créée dès 1897 au FCL. Elle sera abandonnée pour être recréée en 1920 et en 1929 pour la natation féminine.

#### Water-polo
Un an auparavant, en 1928, une section water-polo est créée.
Au début des années 1930, André Busch est membre de la section natation du FCL. En 1933, il nage le 50 mètres en 29 secondes. Il rejoint par la suite le Cercle des Nageurs de Lyon (CNL). Il compte une sélection en équipe de France de natation et trente-sept en water-polo. Il participe d'ailleurs aux Jeux olympiques d'été de 1936 avec l'équipe de France avec laquelle il se classe 4e du tournoi.
En 1935, neuf associations sportives lyonnaises sont adhérentes à la FFNS, la dernière adhésion étant celle du Football Club de Lyon bien après celles du LOU ou du Cercle des Nageurs de Lyon (CNL) par exemple.

### Sports d'hiver

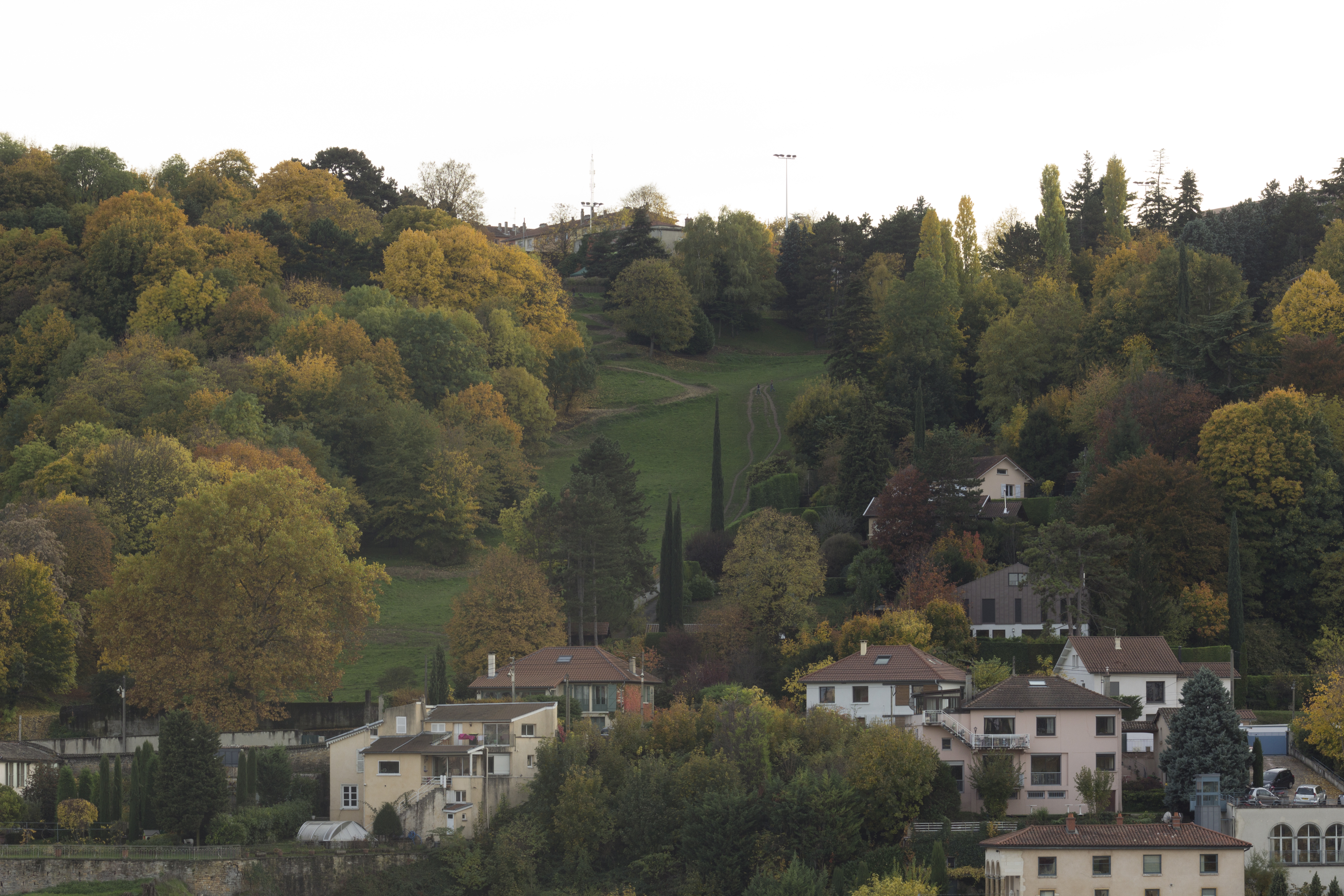
Vue de la piste de la Sarra.

En sports d'hiver, le FCL a obtenu de bons résultats en luge de course, notamment aux championnats de France. Cinq des lugeuses et lugeurs du club, ont d'ailleurs participé à des Jeux olympiques d'hiver. En 1935 à Chamonix, le sociétaire du club et futur membre de l'institut de France Raymond Latarjet devient champion de France universitaire de ski. En danse sur glace, le couple Wolfers-Mars a été champion de France en 1971, 1972 et 1973, imité par le couple Boucher-Malatier en 1974, 1977 et 1978.
En 1949, les sports d'hiver font leur apparition dans les sports pratiqués par le FC Lyon, avec la création de la section ski ; la luge de course sera également pratiquée par la suite. Ces activités sportives bénéficient largement de la piste de ski de la Sarra,, située au centre de Lyon et inaugurée le 29 novembre 1964. Plusieurs lugeurs du club, dont Pierre Larchier, remportent des titres de champions de France. Le club compte également plusieurs lugeurs à avoir participé aux Jeux olympiques d'hiver. La présence de la piste de ski de la Sarra, a favorisé l'émergence de spécialistes du ski citadin : ainsi Sophie Mérand est championne du monde de descente et de combiné en 1989.

### Tennis

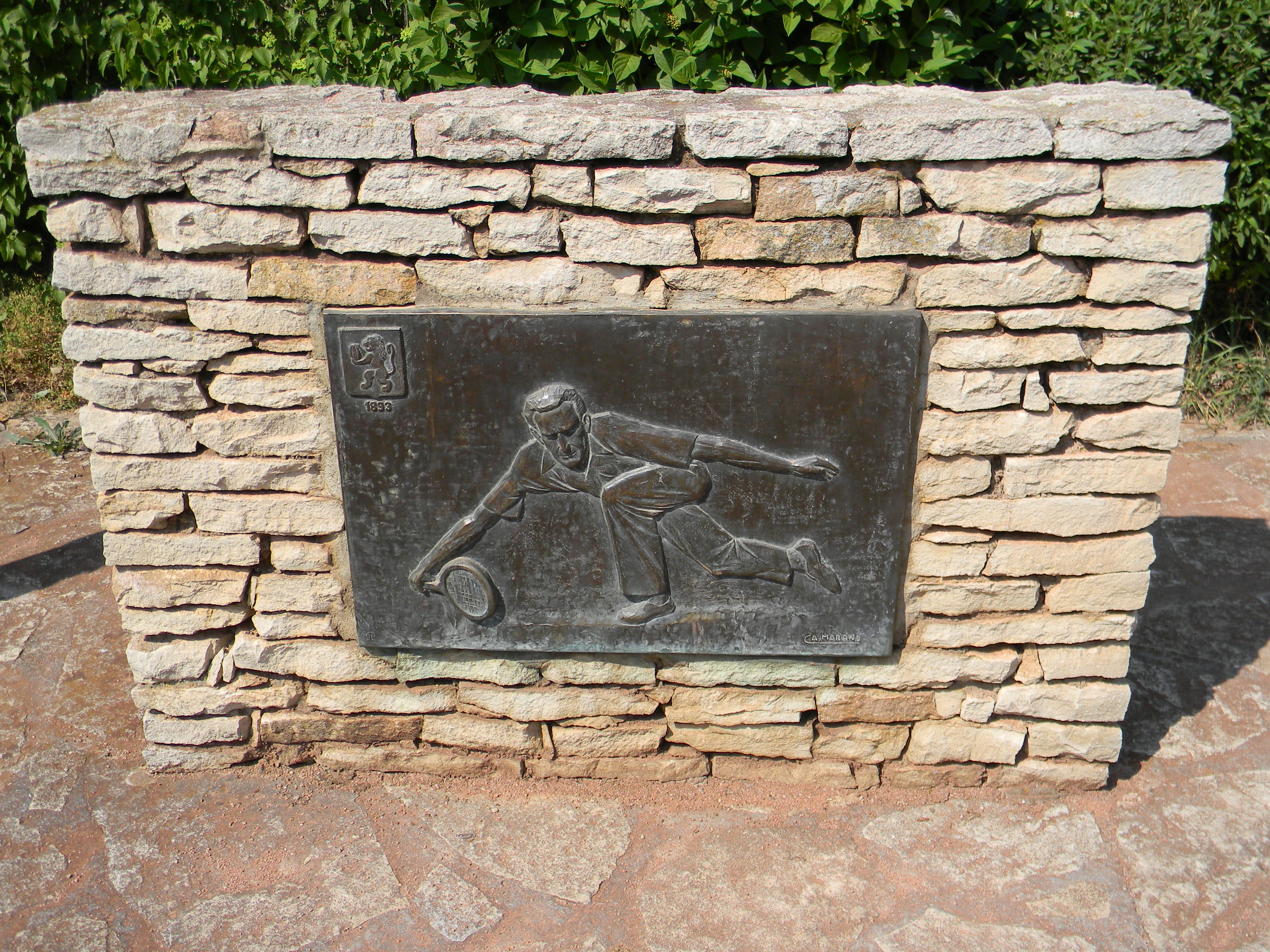
Le bronze représentant Henri Cochet à l'entrée du stade qui porte son nom, à Caluire-et-Cuire.

En 1902, la section tennis du FCL est créée. Au sortir de la Première Guerre mondiale, le FCL obtient de bons résultats en tennis : Berger, Kellersberger, Faivre, Mary et Chardon en championnat du Lyonnais et Robert Nott associé à Marcellin en compétition de double mixte.

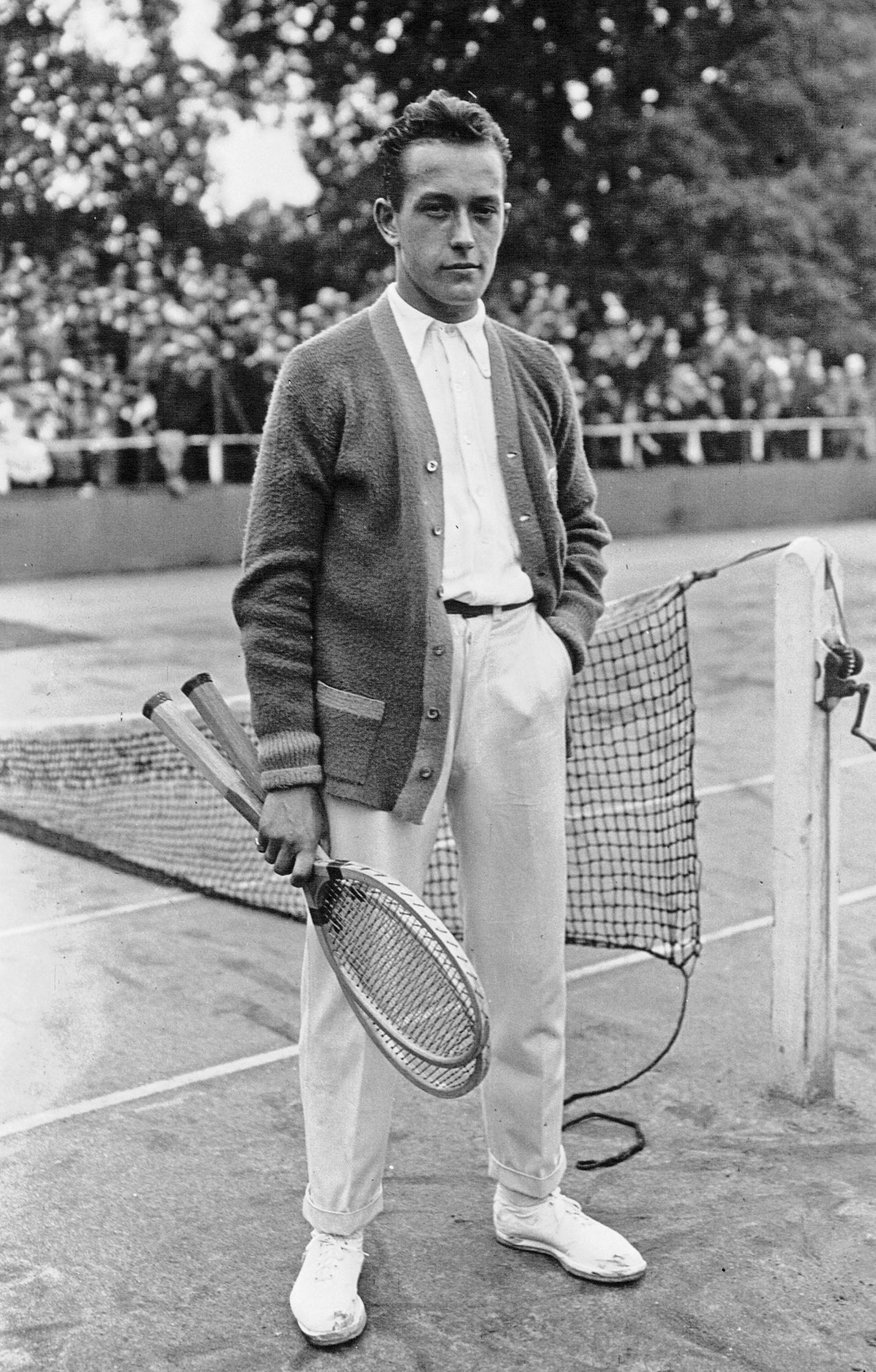
Henri Cochet en 1922.

Mais c'est Henri Cochet qui obtient les résultats les plus significatifs, avec par exemple sa seconde victoire personnelle en Coupe Davis 1928. Le tennis est pratiqué sur le site du stade Henri-Cochet à Caluire-et-Cuire, où se trouve depuis 1932 le siège administratif. Le stade Henri-Cochet est inauguré en septembre 1934, il est retenu pour le premier championnat du monde professionnel de tennis sur terre battue, en 1934, qui voit participer Henri Cochet ou encore Bill Tilden, champion des États-Unis.
En 1936, le club remporte le championnat de France de 2e division. Cette même année, l'équipe de tennis composée de Desthieux, Boulard, Santini, Nott, D'Aubarède et Faivre remporte la Coupe de la Fédération (française de tennis). Le FCL accueille la Coupe Davis en 1957,, pour un match France-Tchécoslovaquie, auquel participent Darmon, Rémy, Grinda et Haillet. Dans les années 1950, en tennis handisport, Robert Cirouge domine sa discipline et est dix-neuf fois champion de France,. Il remporte également plusieurs médailles lors de compétitions internationales.

## Historique de création des sections sportives
Les créations des différentes sections sportives du club se sont échelonnées tout au long du XXe siècle. Certaines ont été arrêtées (indiquées dans les tableaux ci-dessous par la mention abandon). Elles ont pu être recréées par la suite (indiquées ci-dessous par la mention recréation).
| Année | Section créée | Remarque |
| ----- | ------------- | -------- |
| 1893  | Athlétisme    |          |
| 1893  | Rugby         |          |
| 1895  | Vélocypédie   | abandon  |
| 1896  | Football      |          |
| 1897  | Natation      | abandon  |
| 1897  | Escrime       | abandon  |
| 1898  | Aviron        | abandon  |
| 1898  | Boxe          |          |
| 1898  | Tir           |          |

| Année | Section créée    | Remarque   |
| ----- | ---------------- | ---------- |
| 1900  | Patinage         |            |
| 1900  | Hockey sur glace |            |
| 1900  | Cricket          |            |
| 1901  | Bandy            | abandon    |
| 1901  | Hockey sur terre |            |
| 1902  | Tennis           |            |
| 1907  | Hockey sur gazon |            |
| 1920  | Natation         | recréation |
| 1927  | Sport-boules     |            |

| Année | Section créée     | Remarque   |
| ----- | ----------------- | ---------- |
| 1929  | Natation féminine |            |
| 1934  | Rink hockey       |            |
| 1937  | Bridge            | abandon    |
| 1945  | Rugby à XIII      |            |
| 1949  | Ski               |            |
| 1984  | Bridge            | recréation |
| 1986  | Polo              |            |

## Participations de licenciés du FCL aux Jeux olympiques
Plusieurs licenciés du club ont participé aux Jeux olympiques.

### Jeux olympiques d'été
| - Alexis Soulignac : 100 mètres et 200 mètres (1920). - Henri Cochet : tennis (1924). - Claude Ménard : saut en hauteur (1928, 1932). - Paul Messner : 1 500 mètres (1936). - Étienne Bally : - 200 mètres (1948) - 100 mètres, 200 mètres relais 4 × 100 mètres (1952) | - Georges Corbel : hockey sur gazon (1960, 1968, 1972). - Bernard Arlin : hockey sur gazon (1968). - Georges Grain : hockey sur gazon (1968, 1972). - Charles Pous : hockey sur gazon (1968, 1972). - Christian Honegger : hockey sur gazon (1972). - Pierre Roussel : hockey sur gazon (1972). |

### Jeux olympiques d'hiver
| - François Coster : luge de course (1968) - Ion Pervilhac : luge de course (1968) - Christian Baup : luge de course (1968) | - Jacqueline Barasinski : luge de course (1968) - Pierre Larchier : luge de course (1968, 1972) |

## Palmarès en sport collectif
| Rugby à XV (palmarès détaillé) | Football (palmarès détaillé)                                                                                                |

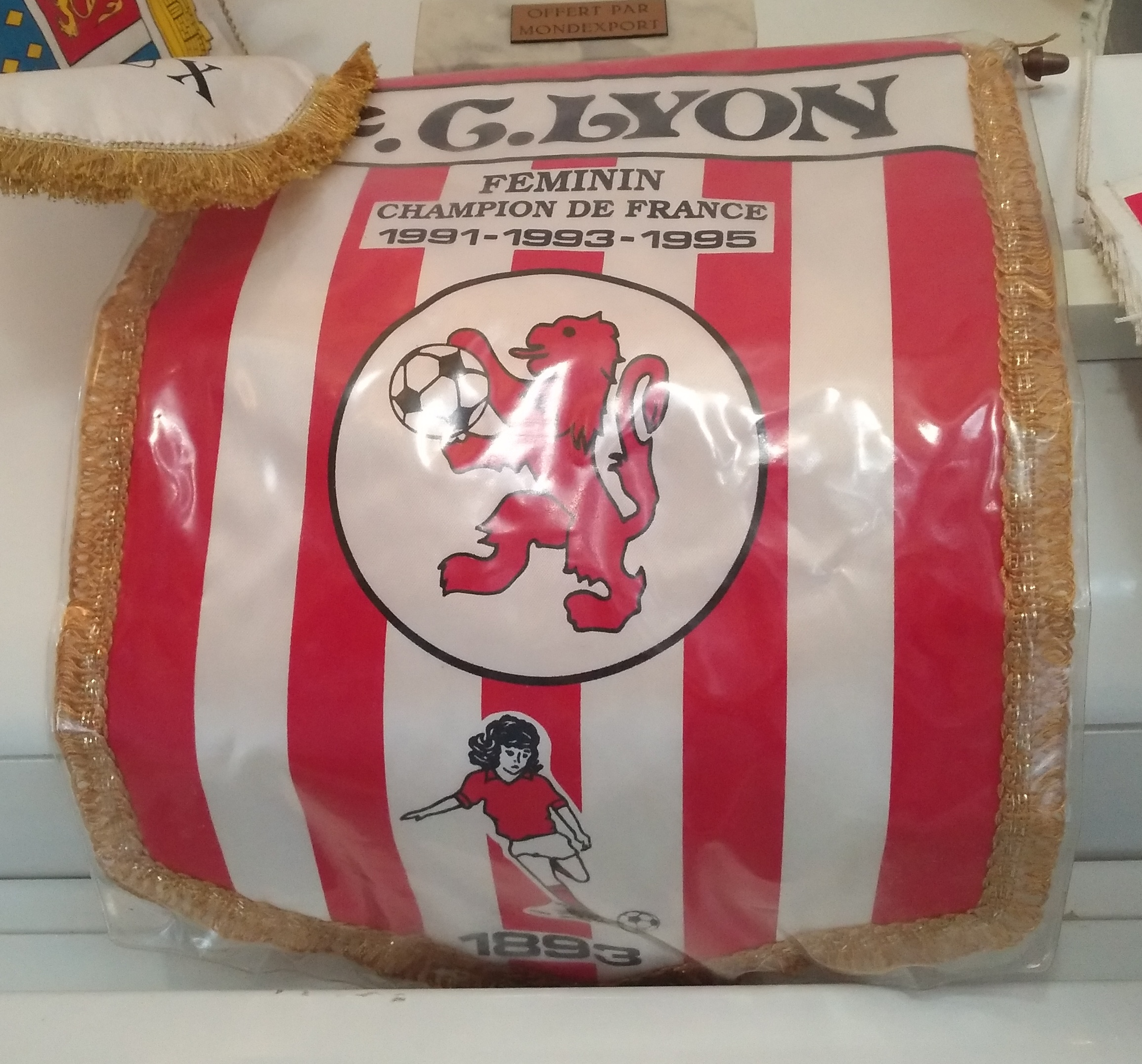
Fanion de la section football féminine du club avec les titres de champion de France 1991, 1993 et 1995.

| - Équipe masculine : Champion de France 1910, et Champion de France de 2e division 1936 | - Équipe masculine : Finaliste de la Coupe de France 1918 - Équipe féminine : Championne de France 1991, 1993, 1995 et 1998 |
| Basket-ball | Rink hockey |
| - Équipe féminine : Coupe de France 1960 | - Équipe masculine : Champion de France 1938, 1939 et 1942                                                                  |
| Hockey sur gazon (palmarès détaillé) | Cricket |
| - Équipe masculine : Champion de France 1968, 1969, 1970, 1971, 1972, 1973, 1974, 1975, 1976, 1977 et 1980 - Équipe féminine : Championne de France 1938, 1947, 1949, 1951, 1952, 1954 et 1958 | - Équipe masculine : Champion de France de Division 2, 1992                                                                 |